# 李洪九
李洪九（韓語：이홍구，1934年5月9日—) ，大韩民国学者、政治人物。本贯全州（전주），1994年12月－1995年12月任韩国国务总理。

## 生平
李洪九出生于京畿道高阳，京畿高中毕业，在首爾大學法律系毕业之后，留学美国艾默理大学哲学系，毕业后在耶鲁大学政治学研究生院攻读究生，毕业后获得政治学硕士、博士学位。随后在担任艾默理大学任教。1969年回国，先后在任首爾大学政治系任助理教授、副教授、教授。1979年任首爾大学社会科学研究所所长。
1983年任共产圈研究协议会会长。1986年任韩国政治学会会长。1988年至1990年出任国土统一院长，1990年任总统政治事务特别助理。1991年至1993年任韩国驻英国大使，1993年任民主和平统一咨询会议首席副议长。1994年4月任统一副总理兼统一院长，12月被金泳三总统任命为国务总理，1995年离职。
1996年李洪九作为当时的执政党新韩国党成员当选为第15届国会议员（全国区），曾一度作为新韩国党代表委员，成为前总统金泳三的接班人之一，但在同年12月因劳动法改正案强行裁决遭到国民反对而辞去新韩国党代表一职。
1998年3月24日任驻美国大使。
著作有《政治学概论》、《马克思主义百年》等。

## 荣誉

### 外国勋章奖章
- 旭日大绶章（日本，2014年11月3日公布[2]）

### 名誉博士学位
- 美国艾默理大学名誉文学博士
- 英国谢菲尔德大学名誉文学博士